# Назидательный патруль
Назида́тельный патру́ль Сил правопоря́дка Исла́мской Респу́блики Ира́н (перс. گشت ارشاد‎ / Га́щт-э Эрщо́д), неофициально также имеет названия Поли́ция мора́ли, Поли́ция нра́вов, Религио́зная поли́ция и Шариа́тская поли́ция — правоохранительный орган Исламской Республики Иран. Находится в составе Сил правопорядка Исламской Республики Иран (СПИРИ), под контролем Министерства внутренних дел Исламской Республики Иран. Сотрудниками Назидательного патруля являются как мужчины, так и женщины.
В нынешнем виде был создан осенью 2005 года, сразу после прихода к власти Махмуда Ахмадинеджада. До этого функции Назидательного патруля выполняли рядовые полицейские сотрудники СПИРИ, а до 1991 года — Комитеты Исламской революции.
В задачи Назидательного патруля входят обеспечение надлежащего дресс-кода (см. статью Одежда в исламе) по шариату граждан Ирана и иностранных граждан в общественных местах (улицы, парки, торговые центры и т. п.). Назидательный патруль особенно тщательно следит за дресс-кодом женщин. Людей, одетых «не в соответствии с исламскими нормами», Назидательный патруль в лучшем случае предупреждает и требует «привести себя в порядок» на месте у них на глазах или арестовывает и доставляет в ближайший полицейский участок, где с ними проводят «назидательную беседу» о том, «как одеваться законопослушному гражданину», при необходимости выписывают штраф или арестовывают на несколько суток. Задержанных, как правило, отпускают в тот же день, после «назидательных процедур», сопровождающихся в том числе предупреждением задержанного об ответственности при повторном нарушении. Женщин, как правило, отпускают только при условии её сопровождения из полицейского участка домой мужем, отцом, братом или ближайшим кровным родственником женщины.
Основанием для задержания женщин являются непокрытая голова, недостаточно хорошо надетый платок или хиджаб, одежда, оставляющая непокрытым аврат, и, в редких случаях, «близкое общение с незнакомым мужчиной». Мужчин Назидательная полиция может задержать за распитие алкогольных напитков, за нахождение в нетрезвом состоянии и, в редких случаях, за «близкое общение с незнакомой женщиной». Для обоих полов основанием для задержания могут служить «развратное и неподобающие поведение», одежда, делающая человека похожим на представителей противоположного пола, одежда, делающая человека похожим на немусульман (например, футболка с изображением креста), одежда с запретными и неподобающими надписями и изображениями.
При повторных нарушениях со стороны граждан задержанные не в первый раз за нарушения могут в качестве наказания быть заключены в тюрьму от нескольких недель до нескольких лет или арестованы на несколько суток.
Сотрудники Назидательного патруля, как правило, патрулируют улицы на автомобилях (в основном на минивэнах). Некоторые сотрудники патруля одеты в гражданскую форму и растворяются среди людей, патрулируя не только улицы и парки, но и торговые центры, магазины и другие общественные места. 
Многие в Иране и за его пределами выступают против существования такого патруля. Они считают, что существование таких патрулей нарушает права и свободы людей, их достоинство. Некоторые упрекают патруль за злоупотребление полномочиями.